# سبيدي
إس بي دي واي (بالإنجليزية: SPDY ويلفظ speedy)‏ وهو بروتوكول شبكة مفتوح تقوم شركة غوغل بتطويره بشكل أساسي لنقل محتوى الوب. SPDY مشابه إلى حد ما لبروتوكول بروتوكول نقل النص الفائق ويهدف إلى تخفيض زمن تحميل صفحات الوب وإلى زيادة مستوى الحماية. ويعتبر اسم SPDY علامة تجارية مسجلة لشركة غوغل.

## المتصفحات الداعمة وطريقة الاستخدام
بدء متصفح فايرفوكس بدعمه ابتداءً من الإصدار 11 ومتصفح سي منكي بدءاً من الإصدار 2.8 ولكن لم يتم تفعيل هذه الميزة بشكل افتراضي حتى الإصدار 13 من فايرفوكس وتم دعم بروتوكول SPDY/3 في الإصدار 15  وتم دعمه في الإصدار 2.10 من سي منكي
أما في متصفح غوغل كروم / كروميوم يدعم بروتوكول SPDY/3 لكنها مازالت غير مفعلة بشكل افتراضي ويمكن تفعيلها من قبل للمستخدم.
ومتصفح Silk من أمازون الموجود على جهاز أمازون كيندل Fire يستخدم بروتوكول SPDY للاتصال مع خدمة أمازون إي سي 2.
ويدعم متصفح الأوبرا بروتوكول SPDY بدءاً من النسخة البيتا للإصدار 12.10.

## المواقع والخوادم الداعمة
حتى مارس 2012 لم يكن هناك الكثير من المواقع الداعمة لهذا لبروتوكول SPDY.
- غوغل في بعض خدماتها (محرك البحث، جيميل، مزامنة كروم، وأخرى تستخدم تشفير SSL) بدأت باستخدام هذا البروتوكول حين الإمكانية.[5]
- تويتر بدأت بتفعيل بروتوكول SPDY في مارس 2012 على خوادمها. ويعد هذا ثاني أكبر تحول لنشر SPDY [6]
- كلاود فلير توفر على سيرفراتها نسخة تجريبية من SPDY ابتداءًمن يونيو 2012 وهي متوفرة للتجربة والاستخدام لمشتركين الخطة المدفوعة فقط.[7]
- فرضة سيرفر الوب المفتوح المصدر أعلن في مارس 2012 عن دعمه لـ SPDY ابتداءً من الإصدار 7.6.2 [8]
- والعديد من التطبيقات المفتوحة المصدر تعمل دعم SPDY مثل node.js,[9][10] Apache (mod_spdy),[11] curl,[12] وnginx.[13]
- في أبريل 2012 بدأت غوغل بتوفير حزمة SPDY لسيرفرات أباتشي التي تشغل مواقع صغيرة لتوفير بروتوكول SPDY لها.[14]
- F5 Networks في مايو 2012 أعلنت دعمها لـ SPDY.[15]
- NGINX, Inc في يونيو 2012 أعلنت دعمها لـ SPDY على خادمها إنجن إكس المفتوح المصدر.[16]
- فيس بوك في يوليو 2012 أعلنت عن تطبيق خططها من أجل SPDY.[17]
- ووردبريس.كوم في أغسطس 2012 أعلنت عن دعم بروتوكول SPDY على جميع المدونات التي تستضيفها.[18]